# Господин Такси
«Господин Такси» (фр. Monsieur Taxi) — французский кинофильм с Луи де Фюнесом.

## Сюжет
Водитель такси Пьер Вержер (Мишель Симон) колесит по Парижу со своей собакой по кличке Гангстер. Его дела идут не очень успешно, доходы невелики, и автомобиль требует срочного ремонта, да к тому же сын, кажется, завёл роман с легкомысленной женщиной, поскольку впервые в жизни скрывает её от семьи. Наконец, сын решает познакомить родителей со своей подругой Лили, танцовщицей кабаре, но, зная отношение отца к подобным профессиям, придумывает план: Лили должна познакомиться с Пьером до того, как он узнает, что она его будущая невестка. План срабатывает, девушке удаётся не только очаровать Пьера, но и убедить его в том, что не все танцовщицы — девушки лёгкого поведения. Более того, он даже заходит в кабаре, чтобы выпить бокал вина. Одна из посетительниц, итальянка, узнав, что он водит такси, просит подвезти её. По дороге они попадают в пробку, и итальянка, воспользовавшись неразберихой, незаметно скрывается, не заплатив. В конце дня Гангстер обнаруживает на заднем сиденье дамскую сумочку с 300 000 франков. Пьер, борясь с искушением потратить деньги на ремонт машины, начинает разыскивать владелицу денег, но безуспешно — никто из его пассажирок ничего не терял. Единственной, кого он не нашёл, является итальянка, но не ехать же ему в Италию, чтобы разыскать её. Тогда он использует последний шанс и звонит бармену кабаре, в котором видел её. Бармен уверяет его, что она иногда заходит в кабаре, и предлагает зайти вечером. Но вместо итальянки Пьера встречают полицейские и отвозят в жандармерию. Итальянка оказывается авантюристкой, и деньги, оставленные у Пьера, добыты ею мошенническим способом. Полиция уже давно следила за ней, и тогда в пробке она, заметив слежку, скрылась. Пьера считают её сообщником, который должен был спрятать деньги…

## Интересные факты
- Луи де Фюнес снялся в эпизодической роли художника.